# Nerone Ceccarelli
Nerone Ceccarelli, nome d'arte di Giovanni Ceccarelli (Pisa, 31 agosto 1937 – Parigi, 7 novembre 1996), è stato uno scultore italiano. Ha lavorato all'insegna di una ricerca caratterizzata dall'integrazione tra arte e architettura, mentre ha elaborato sculture legate a un rigoroso astrattismo geometrico..

## Biografia
Nerone Ceccarelli nasce in Toscana da Ilio Ceccarelli e Jolanda Novi; dalla madre, apprezzata pittrice figurativa e allieva di Felice Carena, riceve i primi insegnamenti artistici ed eredita la passione per l'arte.
Esordisce giovanissimo, nel 1951, a soli quattordici anni, esponendo i suoi primi lavori in una collettiva tenutasi a Treviso nel Salone dei Trecento. L'anno successivo presenta alcune sue opere alla Fondazione Bevilacqua La Masa di Venezia e, lo stesso anno, Dedalo Montali gli organizza la prima mostra personale, presso la Galleria Ai Galli di Pisa. In quest'occasione venne esposta anche l'opera dai richiami dadaisti "La Pisciata", un quadro il cui argomento veniva sviluppato con il versamento di acqua sul muro e sul pavimento in corrispondenza della tela ogni mattina. L'esposizione venne terminata prima del previsto in quanto il giovane Nerone, in contrasto con la critica che lo associava a Georges Rouault e James Ensor, distrusse quarantasette delle cinquanta tele esposte. Delle rimanenti, una venne acquistata da Pier Maria Rosso di San Secondo, drammaturgo e giornalista italiano.
Nel 1953 realizza le illustrazioni per "S'i' fossi foco" di Cecco Angiolieri e per "A las cinco de la tarde" di Federico García Lorca.
Dal 1954 vive tra Venezia e Firenze, dove i suoi studi si concentrano prevalentemente su alcuni artisti toscani tra cui Masaccio, Donatello, Paolo Uccello, Giovanni Pisano. Nel frattempo frequenta il corso di scultura dell'Accademia di Firenze e, in seguito al trasferimento della famiglia, in quella di Venezia, dove conoscerà l'amico Giancarlo Patuzzi, con cui creerà il Gruppo NP2. Ed è a Venezia che Nerone incontra anche l'architetto e designer Carlo Scarpa, il quale lo influenzerà profondamente nella ricerca dei dettagli e negli equilibri compositivi. In questi anni la sua formazione è continuamente segnata da studi sulla tradizione costruttivista e concretista, da spostamenti in varie città e da esperimenti espressivi. Tra questi un ciclo di tre tele è dedicato all'"Opera da tre soldi" di Bertold Brecht.
Intorno alla metà degli anni cinquanta la sua produzione muterà, abbandonando l'arte figurativa a favore di un astrattismo polimaterico, anche a merito dell'incontro dell'artista con le opere di Antoine Pevsner, Naum Gabo e Max Bill, protagonisti dell'arte costruttivista.
A seguito del servizio militare, nel 1957, Nerone si stabilisce a Torino dove proseguirà i suoi studi sul Bauhaus e i suoi esponenti, in particolar modo su Oskar Schlemmer e Làszlò Moholy-Nagy.
In quegli anni lavora nella bottega di Victor Cerrato, ceramista e scultore, ed è lì che Nerone scopre nuove tecniche di lavorazione dei materiali, che in seguito diverranno essenziali per la sua opera.
Contemporaneamente lavora nell'agenzia di pubblicità dell'amico Mario Besso in qualità di grafico ed è qui che, nel 1961, incontrerà Cosima Ghidone, ritoccatrice fotografica, che sposerà l'anno seguente e con cui avrà cinque figli.
Nel 1962 Nerone fonda, assieme all'amico Giancarlo Patuzzi, il gruppo interdisciplinare NP; due anni più tardi entra a far parte del Gruppo, Piercarlo Ceccarelli.
Il 7 novembre 1996 Nerone Ceccarelli muore a Parigi.

## Il Gruppo NP2
Nel 1962 fonda il Gruppo NP2, sigla che comprende le iniziali di Nerone e Giancarlo Patuzzi: insieme ad altri artisti "sperimentano nuove fonti di espressione poetica dai materiali". Nel 1964 Nerone chiama a far parte del Gruppo NP2 il fratello, Piercarlo Ceccarelli, che sino ad allora s'interessava di elaborazione elettronica dei dati ed organizzazione aziendale.
L'intento del gruppo è quello di promuovere l'integrazione dell'arte nell'architettura insieme ad altri professionisti, tra i quali Luigi Marchisotti, Dedalo Montali, Lucia Petrocchi, Virgilio Petrocchi, Raoul Portal, Jolanda Novi, Piercarlo Iorio, Evian Medici, Luciano Patetta, Nicoletta Medici, Carlo Mollino, Angelo Cortesi. La presenza di Piercarlo Ceccarelli si rivela fondamentale durante i primi anni del Gruppo, in quanto egli, con le sue competenze manageriali e legami di lavoro con gli USA, si occuperà della promozione delle idee e degli aspetti organizzativi. Grazie a Piercarlo Ceccarelli, inoltre, verranno organizzate, tra il 1965 e il 1967, mostre campionario in città degli Stati Uniti e Canada: New York, Filadelfia, Miami, Dallas, Houston, Los Angeles, San Francisco, Chicago, Boston, Vancouver, Toronto e Montréal.
La maggior parte delle opere di questi anni vengono firmate da Patuzzi e Nerone, ma non sono certo soli: molti sono gli artisti che ruotano intorno al gruppo sempre aperto alla ricerca di nuove frontiere artistische. I partecipanti sono accomunati dall'idea che non abbia senso un'arte fine a sé stessa. La scultura e la pittura devono interpretare lo spazio e divenire parte integrante della vita quotidiana, così che, all'interno del gruppo, si coltivano e alimentano idee legate alla sociologia dell'abitare e all'urbanistica. Gli artisti, così, si definiscono "scultori sociali".
Anche la concezione stessa delle opere viene rivoluzionata: non solo l'atelier dell'artista diviene laboratorio-officina interessato al progresso tecnologico e industriale, ma anche il soggetto, che è inevitabilmente ed indissolubilmente legato alla posizione che occupa. Così, nell'officina, nascono nuove sculture per interni ed esterni che raggiungeranno persino altri continenti.
Per promuovere la propria attività artistica al grande pubblico, in quanto considerata arte non elitaria ma dinamica e democratica, a partire dal 1974, il Gruppo NP2 si serve anche di alcune riviste autoprodotte. Una di queste pubblicazioni, "AR?", sotto la direzione di Antonio Ferrari e, in seguito, Piero Tarallo, pubblicò testi di architetti e storici dell'arte contemporanea, tra i quali spiccano Evian Medici, Luciano Patetta, Guido Ballo, Domenico Negri. Nel secondo numero di "AR?" le basi del lavoro del Gruppo vengono chiarite in quattro punti: 
1. "ridimensionamento del valore styling dell'oggetto d'uso per un ritorno a modelli più schietti e duraturi."
2. “ritorno ad una utilizzazione massimale dei prodotti così da ottenere oggetti programmati già in partenza per un uso prolungato.”
3. “ripresa in alcuni settori del lavoro artigianale.”
4. “pianificazione degli ambienti urbani ed extraurbani in maniera da lasciare ampio margine all'autogestione dell'ambiente da parte dell'abitante.”

Per Nerone l'arte è “una componente naturale della vita, che apre la mente grazie all'intuizione nella ricerca di valori essenziali nuovi e poetici”. Fondamentale per Nerone resta il Gruppo, cioè “una serie di individui con esperienze diversificate che operano in un'unica direzione, gruppo dinamico, perché si struttura secondo le esigenze che si presentano di volta in volta, gruppo proiettato verso l'esterno con i progettisti con i quali collabora ricerca e crea i punti poetici dell'architettura, e gruppo anche con chi usufruisce di questo operare: il 
mondo, la gente”. L'arte nasce in un rapporto biunivoco con la gente, e non può essere in nessun modo occlusa o individualizzata.
Nel 1969 il Gruppo NP2 viene insignito del "Niveau de Bronze" da parte del comitato degli 
architetti francesi. Il premio, conferito “per gli interventi di arte in architettura”, è assegnato per la prima volta ad un artista italiano.
Negli anni 1974 e 1975 Gianni Patuzzi e Piercarlo Ceccarelli lasciano il Gruppo NP2 ma Nerone, trasforma la società in impresa individuale GRUPPO NP2/NERONE e continua ad operare nel settore fino al 1988, anno di cessazione della medesima. Dopo di che Nerone firmerà i suoi lavori semplicemente con "NERONE Giovanni CECCARELLI".

## Forme e Superfici e Rilievomarmo
La necessità di trovare nuovi orizzonti e metodi innovativi per integrare l'arte all'ambiente, si realizza, alla fine degli anni Sessanta con la nascita del marchio Forme e Superfici s.r.l., un centro di progettazione, ricerca e produzione nei settori del design, dell'architettura e dell'arredamento, voluto da Nerone.
Gli ateliers di Forme e Superfici, in cui si vendono e mostrano i materiali trattati con nuove 
tecniche, si espandono nazionalmente ed internazionalmente: a Bruxelles sotto la direzione dell'architetto Group 2 Roger Vanhevel. a Parigi con Elise Fridt, a Francoforte con Giancarlo Gabbianelli, a Roma con Enrico Caruso e, in ultimo, a Milano con l'architetto Nicoletta Medici.
Forme e Superfici s.r.l. è proprietaria del marchio brevettato Rilievomarmo, il quale propone una nuova tecnica d'incisione marmorea, brevettata dalla società nel 1967, ora estesa internazionalmente. La nuova tecnica consisteva nell'incidere il materiale tramite acido cloridrico, che, corrodendo la superficie, permetteva di scolpirla senza intaccare le caratteristiche chimico-fisiche del marmo. Le superfici venivano poi patinate per creare un effetto lucido o trattate con ossidi o terre, per creare un maggiore contrasto cromatico. 
Questa tecnica si rivela un successo, in special modo negli anni Settanta, in quanto concede a Ceccarelli la possibilità di realizzare opere artistiche su grandi superfici, rivestimenti murali o pavimentazioni, oltre che oggetti di uso quotidiano e d'arredamento. Secondo Nerone l'uso del marmo è limitato da una connotazione tradizionale; attraverso la ricerca egli rifiuta la banalità a favore di un maggior valore artistico del design.
L'innovazione tecnico-artistica di Nerone Ceccarelli viene riconosciuta a livello internazionale nel 1970 dal Comitato per l'Arte di Parigi, che gli conferisce, assieme all'amico e socio Patuzzi, il Prestige du Monde.

### Centre Culturel di Corbeil-Essonnes e altri interventi

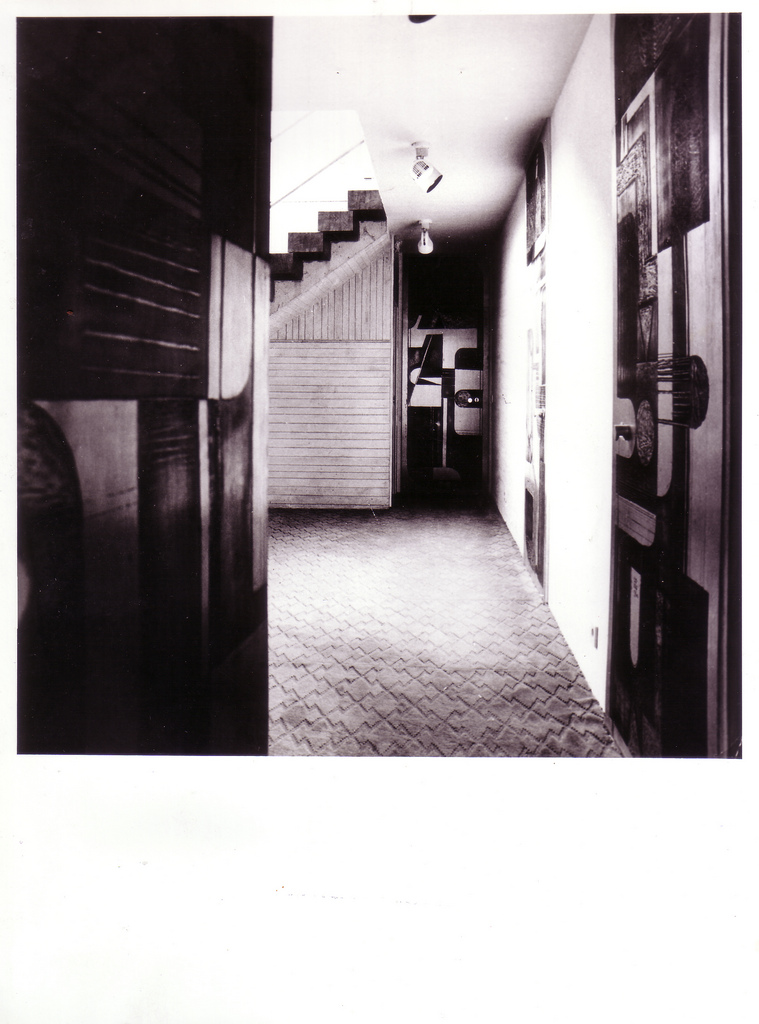
Opere di Nerone Ceccarelli in Casa Saier

Un importante esempio è costituito dall'intervento compiuto da Ceccarelli con Forme e 
Superfici s.r.l. presso il Centre Culturel di Corbeil-Essonnes. 
La struttura del Centre Culturel, progettato da Picault alla fine degli anni sessanta, trasformò la funzionalità interna in un movimento di pieni e vuoti proiettato verso l'esterno. Si voleva 
esprimere il compenetrarsi dei volumi, soprattutto verticali, attraverso un ripensamento gigantista delle lesene, poste a schermare le finestre che illuminano l'interno. 
La grande estensione delle superfici piane sconsigliava le tradizionali decorazioni ma, allo stesso tempo, consentiva di introdurre elementi atti ad animare l'insieme dell'edificio. Da questo assunto, il Gruppo NP2 scelse il Rilievomarmo in travertino quale rivestimento ideale per questo genere di costruzioni. Il Centre Culturel di Corbeil-Essonnes, oggi adibito a teatro, conserva per intero il paramento in travertino romano di colore chiaro.
Negli stessi anni lavorò per la sede della Shell a Rotterdam, per i grandi magazzini L'Innovation a Bruxelles, per le Duro Industries di Hong Kong. In Italia, un interessante esempio di tale sinergia tra progettazione architettonica e scultorea è il Palazzo di Giustizia di Saluzzo. 
Le varie trame geometrico-astratte dei moduli di Forme e Superfici erano disegnate dagli artisti del Gruppo NP2; tra queste il modulo D60 realizzato nel 1966, oggi, fa parte della collezione del Museo del Marmo di Carrara.
Ma Forme e Superfici s.r.l. non si limitava solo allo studio e la ricerca dell'arte marmorea: sotto questo marchio, Nerone produsse diversi pannelli di zinco o legno scolpito, concepiti per essere delle porte. Ognuna di queste è costituita dalla struttura e da due pannelli, rispettivamente montati nella faccia interna ed esterna della porta, che diviene un elemento in armonia con la casa. Ne è un chiaro esempio la Casa Saier realizzata da Marcel Breuer a Glanville, in Francia, dove Nerone attua la collaborazione con il noto architetto, realizzando i pannelli a rilievo delle porte.

## Arte e architettura
Per Nerone Ceccarelli “l'arte è vita” ed essa non può non tenere conto dell'ambiente e 
della quotidianità. Egli sentì la necessità di avere vivaci contatti con l'industria, perché, per lui, non era pensabile non avere rapporti di collaborazione con un ambiente che disponeva di strumenti avanzati nel campo tecnico e della produzione. Per questo, Ceccarelli è considerato lo scultore dell'integrazione delle arti.

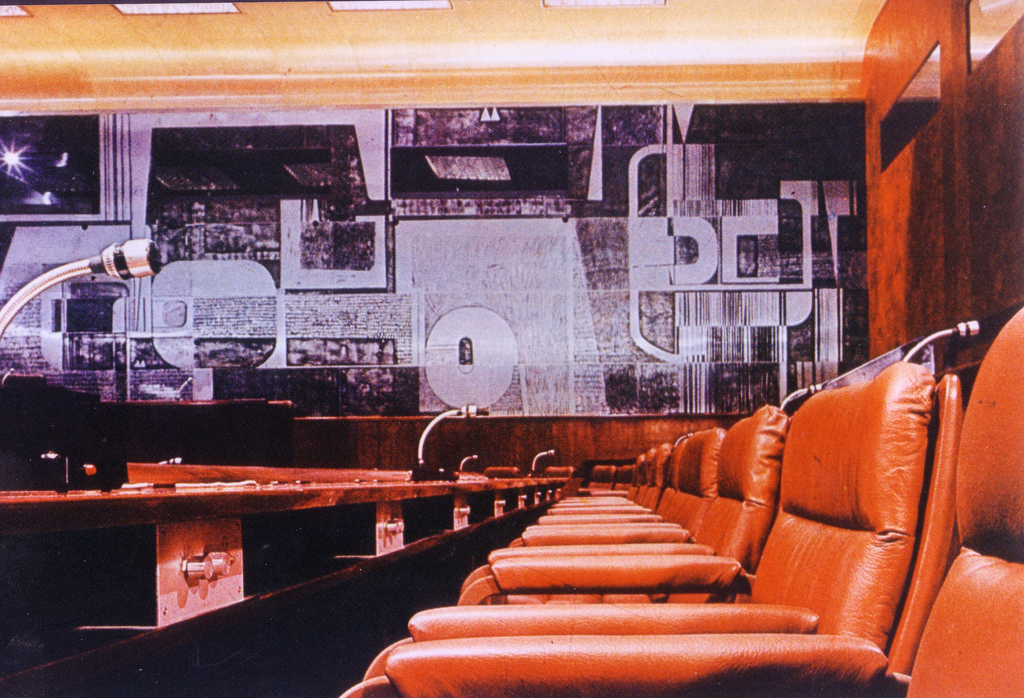
Parlamento Europeo di Lussemburgo

### Parlamento Europeo di Lussemburgo
Nel 1972 Nerone, insieme a Patuzzi, progettano il grande murale in zinco inciso e patinato, installato nell'Emiciclo del Parlamento europeo a Lussemburgo, opera che realizzano in collaborazione con l'architetto Simonis. Si tratta della più grande incisione su metalli al mondo, circa centocinquanta metri quadrati. Nerone lavora con moduli di zinco che incide e poi assembla direttamente sulla parete. Il metallo viene trattato con acidi, in modo da avere un effetto complessivo di giochi di luce tra le superfici lisce e lucenti e quelle ruvide e scure. Le linee tracciano solchi e superfici differenti, ma ogni contrasto è netto e il rigore geometrico essenziale per creare un'armonia tra le forme.

### Villa Noor per lo Scià di Persia
Verso la fine degli anni settanta, anche lo Scià di Persia, Mohammad Reza Pahlavi, commissiona a Nerone una scultura con funzione di paravento, destinata ad una delle residenze di famiglia, Villa Noor, sul Mar Caspio. Ceccarelli crea quindi una scultura mobile di sei elementi in bronzo, rame e lamine d'oro con inserimenti di vetri colorati e motivi geometrici.

### Chiesa delle Suore Missionarie Cabrini
Contemporaneamente, in Italia, Nerone ha modo di collaborare con architetti come Emilio Rino 
Piana, Piero Fiorio, Pier Gianni Tonetti, Pompeo Fabbri, Domenico Negro. Le committenze artistiche, d'altra parte, a Torino e sul territorio nazionale, coinvolgono l'artista in opere sia di edilizia pubblica che religiosa, come il grande murale ad altorilievo in cemento realizzato presso la Chiesa delle Suore Missionarie Cabrini di Torino. Esso rappresenta la Crocifissione, con l'inserimento di simboli religiosi scolpiti e la realizzazione di vetrate colorate. L'opera non presenta decorazioni superflue e viene realizzata in cemento, come espressione di semplicità. L'altorilievo si espande fino alle pareti laterali dell'altare, integrandosi nell'architettura e contrastando con i colori vivaci delle finestre, con le vetrate policrome e frammentate. L'altare e gli amboni di Ceccarelli sono andati distrutti in seguito ai recenti lavori di ammodernamento effettuati nella chiesa.

## Nerone scultore
Nella seconda metà degli Sessanta, Nerone riceve committenze da enti pubblici e privati per diverse opere. Ed è così che inizia ad evolversi anche la sua attività di scultore non legata all'architettura. 
Artista poliedrico, Ceccarelli utilizza diverse tecniche e materiali. Particolarmente legato al metallo, molte sue opere sono assemblate o fuse. Alle lamiere metalliche spesso è applicata una vernice o effettuata un'affumicatura con acetilene, per creare contrasti; ricava effetti cromatici anche tramite l'utilizzo dell'anilina, materiale che si scurisce a contatto con l'aria. 
Nerone utilizza molto anche il legno: lo scolpisce con forme astratte e lo tratta a fuoco con l'uso del cannello. Con esso realizza sculture a tutto tondo, talvolta con inserti metallici. 
A partire dalla metà degli anni Ottanta, Nerone diminuisce la produzione seriale sotto il marchio Forme e Superfici e rinasce scultore a tutti gli effetti: compare nella sua produzione uno stile più personale, con l'idea che le opere possano essere fini a sé stesse.
Evolvono anche le tematiche: la ricerca di armonie e geometrie subordinate all'ambiente lascia spazio ad una maggiore libertà concettuale. Libertà che egli "chiude" con un segno posto in ogni sua opera, spesso in vece della firma. Si tratta di due punti ravvicinati che tendono a sintetizzare l'equilibrio trovato, finalmente, al termine dell'opera.

### L'evoluzione nelle opere maggiori

#### El Conquistador, L'Alabarda, Nastri d'acciaio
Poco prima degli anni settanta, Nerone riceve due importanti commissioni da Porto Rico. 
Il lussuoso hotel "El Conquistador" richiede infatti due sculture tridimensionali. La prima, "El Conquistador", è un monumento equestre di 7 metri, in metalli policromi saldati e patinati, opera figurativa nella quale Nerone rappresenta cavaliere e destriero come elementi indissolubili e stilizzati, è la luce che si riflette sul metallo a dare volume e ancor maggior movimento all'opera. "El Conquistador" non si trova più, oggi, nel luogo originale. 
"L'Alabarda", invece, è in acciaio inossidabile, alta 13 metri. Anche in questo caso, l'arma è raffigurata con linee spezzate e taglienti, disposte verticalmente a dar slancio al monumento. 
Infine, il Casinò di San Juan di Porto Rico commissiona, negli stessi anni, una grande scultura da porre nella Sala Centrale. Nerone crea così "Nastri di acciaio", opera di 3 metri di altezza per 26 di lunghezza, in cui tutti i materiali sono legati alla produzione industriale. Ceccarelli utilizza, infatti, oltre all'acciaio inossidabile e allo zinco, peltro ed alpacca.
La studiosa Elisa Teodoro la descrive come scultura che "segue una struttura compositiva complessa, determinata da linee continue curve e spezzate che compongono forme astratte, come in un ininterrotto fluire dei metalli che si snodano come nastri tridimensionali e compenetrano lo spazio della sala centrale del casinò."

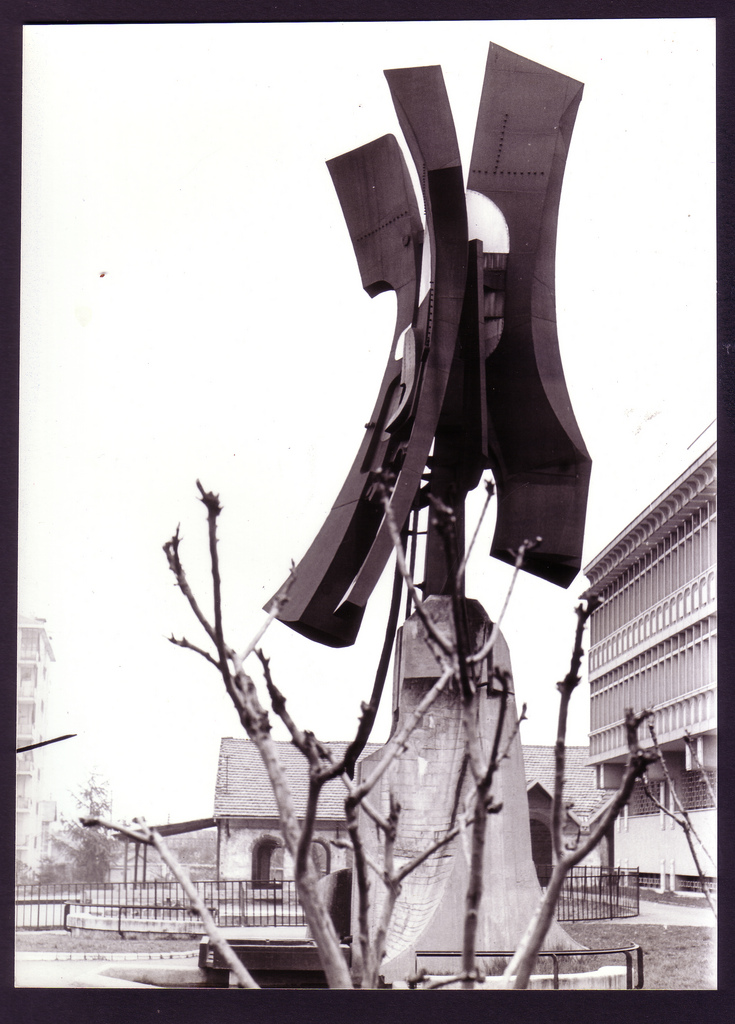
Monumento alla Giustizia, Saluzzo

#### Monumento alla Giustizia
Nel 1968 Ceccarelli e Patuzzi partecipano ad un bando di concorso per la costruzione di un monumento per il Palazzo di Giustizia di Saluzzo. Grazie al loro progetto, intitolato "Inox", vengono giudicati vincitori. Nel 1969 la scultura è pronta, alta 21 metri, del peso di 20 tonnellate. Anche in quest'occasione Ceccarelli dimostra la sua particolarità di innovatore: è la prima volta che viene usato il cor-ten per un'opera d'arte. Si tratta, questa, di una composizione chimica che conferisce all'acciaio una particolare resistenza all'attacco degli agenti atmosferici. 

Sono Ceccarelli e Patuzzi ad illustrare la loro opera: "Alla massa orizzontale dell'edificio, contrapponiamo un elemento che si sviluppa in senso verticale. In corrispondenza con la zona superiore della facciata interveniamo con una forma molto pura in acciaio cor-ten a grandi superfici, che nasce da un basamento in cemento all'altezza della facciata inferiore. L'opera sviluppa il tema della giustizia con grandi lame in equilibrio."

#### Pederpula
Pederpula, del 1971, rientra nelle opere degli anni in cui la ricerca dell'artista si concentra sulle linee essenziali dell'astrazione; è collocata presso il Centro Ricerche Fiat di Orbassano, che ha spesso incentivato la ricerca artistica attuata con l'uso di materiali industriali.

#### Cassa di Risparmio di Cento
Sempre nel 1971, Ceccarelli realizza una scultura a rilievo in lamiera saldata, patinata e colorata, per la Cassa di Risparmio di Cento, in provincia di Ferrara. 
L'opera, di grandi dimensioni, è creata utilizzando i materiali cari a Nerone, con l'aggiunta, però, di inserti colorati e lamine dorate, applicati successivamente, durante un restauro da parte dell'artista. La luce riflessa sulle lamine della scultura ne determina volumi e dona solidità alle linee geometriche, mentre l'inserimento cromatico ravviva la composizione.

#### FATA S.p.a.
Tra le maggiori committenze di Nerone, alla fine degli anni settanta, c'è l'importante intervento artistico per l'edificio che ospita la sede degli 
uffici della compagnia finmeccanica FATA S.p.a., a Pianezza, realizzato dall'architetto brasiliano Oscar Niemeyer, tra il 1976 e il 1981. 
Qui, Nerone realizza tre diverse opere scultoree, utilizzando metallo e legno, oltre ai pannelli a rilievo destinati a rivestire alcune porte.
La scultura di dimensioni più grandi è destinata alla sala del consiglio di amministrazione. Si tratta di una composizione in metalli saldati lunga poco meno di 7 metri e alta quasi 2, applicata sulla parete frontale. L'opera scultorea è composta da forme geometriche che ricordano i processi industriali, che hanno sempre affascinato l'artista. La luce riflessa sulle diverse superfici dei metalli genera tensione e movimento.
La seconda scultura, situata nell'ala presidenziale dell'edificio, alta più di 2 metri e larga quasi 5, è in legno trattato a fuoco, con inserti di rame, alluminio e argento. L'opera si presenta come elemento integrato nell'ambiente: si amplia su parte del soffitto, intrinseca nello spazio circostante.
Nel giardino, situato all'aperto e coperto parzialmente dalla struttura architettonica dell'edificio razionalista, vi è infine l'altorilievo ligneo di Ceccarelli, terza opera, applicato alla parete di cemento grigio. Il contrasto tra materiali e colori crea un effetto di stacco totale.

Altri tre pannelli scolpiti fanno, inoltre, parte delle opere presenti nell'edificio di Niemeyer; rivestono tre porte d'accesso a sale di rappresentanza, in legno scolpito. La loro superficie è percorsa da linee geometriche incise e spazi scolpiti a rilievo.

### Dubai Municipality
Nel 1979, Nerone viene chiamato dagli architetti Antonio Riva e Augusto Busnelli, per intervenire artisticamente negli uffici di rappresentanza e nell'emiciclo del - allora - nuovo Palazzo di Governo di Dubai, edificio progettato dall'architetto giapponese Matsushita. Gli interni, progettati dagli architetti italiani, furono arricchiti da oltre 870 m² si sculture lignee con inserti in metallo e marmo in perfetta armonia con i prestigiosi spazi istituzionali.

### La Mostra a New York
Nel 1989, Nerone Ceccarelli è invitato a esporre, insieme ad altri artisti, all'Art Expo di New York presso il Jacob Javits Convention Center. Scrive Angelo Mistrangelo su "Stampa Sera", il 18 aprile 1989: "Nerone partecipa con una scelta di sculture che pongono in evidenza una struttura compositiva dalle cadenze astratte, una dimensione operativa in cui si avverte un'energia capace di fondere in un unico momento architettura e scultura, di dar corpo a sequenze di bassorilievi in legno pirografato o in travertino inciso e patinato. Sono lavori che documentano un periodo di inesauribili progettazioni, di elementi che si intersecano, si sviluppano lungo una superficie che ne accoglie il ritmico fluire, pur nel rigore della forma."

### Gli anni Novanta

#### Il teatro Carlo Felice: le sculture dedicate a Paganini e "Viva Schoenberg"
Tra la fine degli anni ottanta e i primi anni novanta, Nerone Ceccarelli è particolarmente attivo a Genova, dove partecipa a diversi bandi di concorso, indetti dal comune, per la realizzazione di opere d'arte destinate alla ricostruzione del teatro Carlo Felice. Nerone presenta, tra il 1989 e il 1990, tre sculture dedicate al maestro Nicolò Paganini, nonché un progetto per un'opera da montare sul sipario tagliafuoco. Delle tre sculture "Solo con un disco...", "Bravo Nicolò!" e "Trillo di Dio" si conservano bozzetti e relazioni illustrative, autografe di Ceccarelli.
Riguardo "Solo con un disco...", Nerone scrive, tra il resto: "Il concetto che si vuole esprimere nella raffigurazione scultorea di Paganini, non può ovviamente preoccuparsi di rappresentare il grande musicista esaltandone la parte fisica, ciò renderebbe l'opera troppo banale, bensì concentrare l'attenzione di chi la legge su tutto il bagaglio di conoscenza, cultura ed emozioni che ci ha trasmesso. Si nota in essa la forma che vagamente esprime il concetto macchinomusicale. I vuoti armonici sono dati dai pieni, così come i volumi espressi in maniera primaria stanno a significare l'internazionalità di oggi, che non può sovrapporsi al concetto di mitteleuropeismo del tempo di Nicolò Paganini."
"Bravo Nicolò!" viene, invece, descritto dall'artista come "altorilievo a forte volume" che "si presenta come grandi fogli di spartito, di bronzo molto prezioso, che si trasformano in uno strano oggetto quasi musicale; a queste forme complete, complesse e concluse fanno da contrappunto una serie di lame staccate dal fondo dal sapore armonico, molto lucide, che ricordano il virtuosismo e la complessa personalità di Paganini”.
Riguardo, infine, "Trillo di Dio", Nerone scrive: “le corde da me proposte oltre a far pensare a strumenti armonici, rappresentano l'orizzonte marino, si comportano come onde e si intravede l'accenno di un tramonto, fanno pensare al porto, ai velieri e a gomene.”

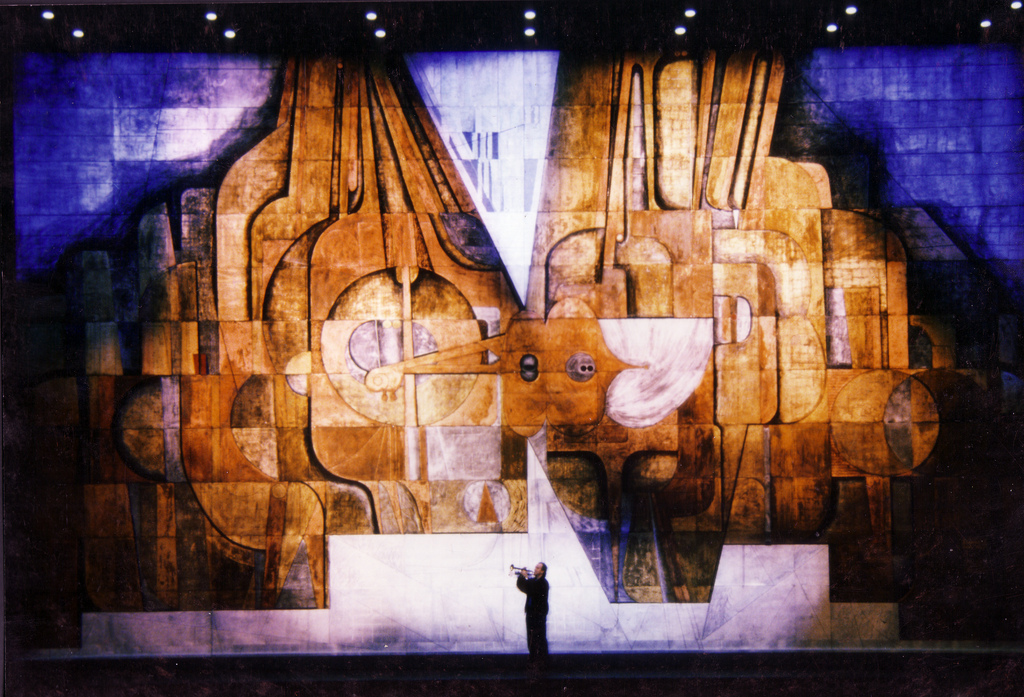
Sipario del Teatro Carlo Felice, "Viva Schoenberg"

Nerone Ceccarelli non sarà il vincitore del bando per le sculture da inserire nel teatro, ma, nel 1990, vincerà il concorso per realizzazione dell'opera da collocare sul sipario. "Viva Schoenberg" è il titolo. Si tratta di un pannello scultoreo, di dimensioni monumentali, 125 pannelli per un totale di 200 m², di rigoroso astrattismo geometrico a cui Ceccarelli lavora mesi. Uno dei bozzetti preparatori è ora esposto nella collezione del Museo d'arte contemporanea di Villa Croce a Genova, con titolo "Sipario Tagliafuoco". Nel giugno del 1992 Nerone espone nella mostra personale a Palazzo Scaglia di Verrua, a Torino, gli studi preliminari del sipario tagliafuoco, con altre sculture polimateriche e un bronzo; sono presenti tra queste anche le opere dedicate all'amico musicista Luigi Nono. Presentando il proprio lavoro, Nerone scrive: "Da un attento studio delle linee armoniche del teatro (scandito in maniera orizzontale, dal rivestimento delle pareti e dei terrazzi palco), nasce l'idea per una conclusione in verticale, quasi a rappresentare una ipotetica cattedrale gotica o anche un organo". Inoltre Nerone chiarisce: "l'opera, che risulterà molto luminosa, appoggia su una falsa prospettiva in metallo riflettente che consente a parte degli spettatori orchestrali di specchiarvisi, creando una zona dinamica." E, riguardo a questa: "ricorda il mare, ossia Genova, ma si trasforma anche in una galleria che passa oltre il sipario, esprimendo così la continuità del teatro Carlo Felice ancor vivo nonostante le ferite subite. L'opera è astratta, ma, in maniera equivoca, si trasforma in un'orchestra muta, quasi fosse in attesa del maestro direttore". Infine, "il grande triangolo divide l'opera in due periodi: il vecchio Carlo Felice e il nuovo", ma "al centro dell'opera si intuisce un ipotetico incontro-abbraccio che vuol significare come, malgrado tante traversie, la musica continua ad imporsi tra le più elevate espressioni dell'intelletto dell'uomo".

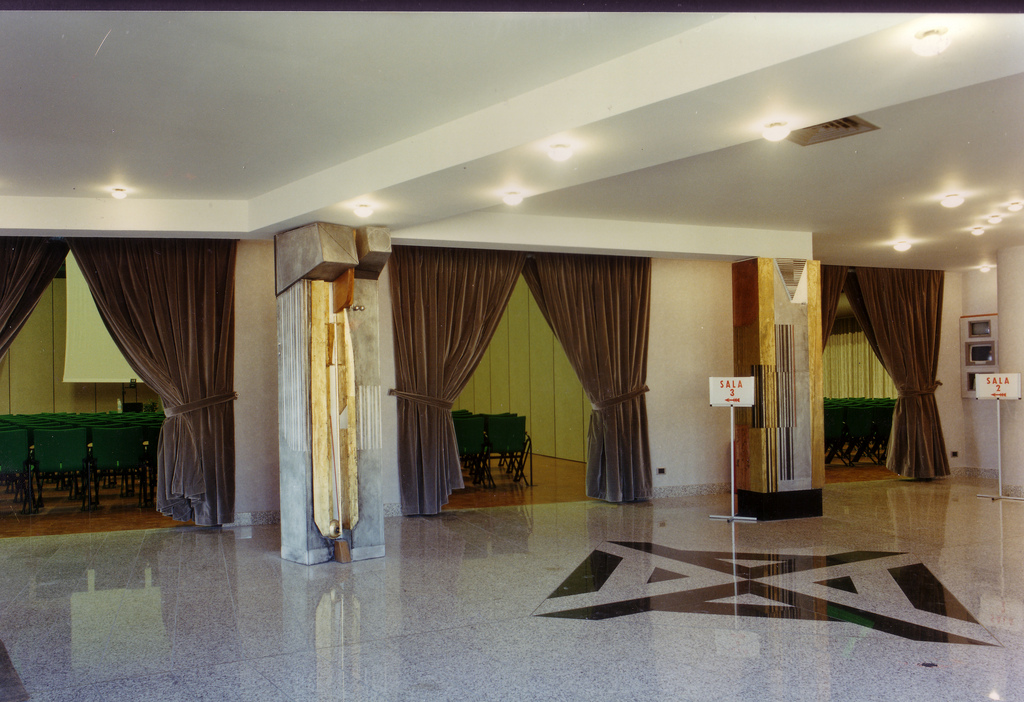
Teatro Ariston, altorilievi atrio sala Roof

#### Teatro Ariston
Nel 1994, a Nerone Ceccarelli viene commissionato un altro importante lavoro per la Liguria. Si tratta della decorazione dell'Ariston Roof, con la sala stampa, la parte più recente del teatro Ariston. L'opera si compone in una serie di pannelli di alluminio leggero, rame, zinco, argento, applicati sulla parete destra della sala stampa insieme agli altorilievi che decorano le due colonne dell'atrio antistante. Il grande altorilievo segue un andamento orizzontale e, la sua forma irregolare, lascia emergere la superficie del muro sottostante, determinandone un'interruzione senza però romperne l'equilibrio. In quest'opera Ceccarelli riesce ad integrare pittura e scultura, stendendo ampi campi di colore sulle lamine metalliche, creando un'opera armonica ed essenziale.

### Scultura e musicalità
Negli anni novanta, Ceccarelli si adopera anche nella creazione di opere costituite da lamine metalliche, talvolta dipinte, montate su pannelli lignei. Si tratta della serie "Metalli", opere 
scultoree la cui bidimensionalità li congiunge alla pittura. L'uso dei materiali è il più eterogeneo possibile.
In queste è palese il fascino che la musica attua sull'artista: sono presenti continue evocazioni alle melodie, soprattutto per quel che riguarda le forme degli strumenti musicali. Questi vengono scomposti nelle strutture, dando vita a rappresentazioni astratte, le cui linee sinuose s'integrano con morbidezza nella geometria circostante.

#### Bouline de violon
Separato dalla serie "Metalli", ma esempio cruciale della passione per la musica dell'artista, è "Bouline de violon", l'ultima opera completata dall'artista, prima della morte. La scultura, sita presso il Centro di Ricerche Fiat di Orbassano, pare il testamento artistico di Ceccarelli. La scultura, tridimensionale, è formata da lastre in metallo dalle forme irregolari, in cui prevalgono andamenti sovrapposti che danno volume all'opera. La struttura compositiva è asimmetrica ma non caotica: le parti si inseriscono e compenetrano tra loro, disponendosi lungo assi, verticali e orizzontali, ben definiti. La forma che ne deriva ricorda il perimetro di una chitarra, i tiranti metallici che partono dal centro fanno da corde, infine, la lamina centrale, fulcro dell'opera, appare la buca sonora dello strumento. La superficie liscia e opaca delle lastre è stata verniciata uniformemente in nero, con l'aggiunta sporadica di spazi rossi.

## I multipli e il design
La spinta di Nerone verso la produzione industriale e l'industrial design, lo porta ad abbandonare, quando possibile, la creazione di pezzi unici. L'artista, assieme a Patuzzi, sostiene, infatti, che una produzione seriale di "pezzi d'arte", abbia il vantaggio di potersi meglio concedere nel rapporto con l'ambiente e l'architettura, divenendo parte integrante della vita quotidiana di tutti, e non un vanto elitario. Da queste premesse nascono importanti collaborazioni tra Nerone e altri artisti affermati, tra i quali Emilio Vedova, Alberto Viani, Santomaso ed Ezio Gribaudo. Con loro, Nerone crea una collezione "per corrispondenza". Questa iniziativa, nata nei primi anni del Settanta sotto il marchio Forme e Superfici, è un progetto comune che, coinvolgendo più artisti insieme e facendo uso di varie tecniche e linguaggi espressivi, vuole comunicare il valore estetico e sociale delle opere d'arte prodotte in serie. La produzione di oggetti multipli del Gruppo NP2 comprende anche diverse componenti d'arredo, le cui forme sono razionali e pulite e la cui funzione è quella di essere usate, vissute e non solo osservate. Vengono create così porte, componenti di letti, lampade, tavoli, ma anche oggetti più piccoli come vassoi. Nei primi anni dell'Ottanta, Nerone collabora con il designer e arredatore milanese Riccardo Nuzzi e, in seguito, nel 1993, con il designer Zenoduca.

## Il rapporto con il suo tempo
Per il suo carattere prorompente e per il suo senso di libertà, Nerone non si appoggerà mai alle gallerie e al rapporto elitario con il pubblico. Rifiutando l'intervento di galleristi, è quindi Ceccarelli stesso ad intrecciare i rapporti con la committenza, adoperando i propri spazi come luoghi espositivi. In queste occasioni, si intessono importanti amicizie come quelle con Dedalo Montali, Carlo Mollino, Angelo Cortesi, Emilio Scanavino, nonché produttive collaborazioni con Emilio Vedova e Alberto Viani, il pittore Hiroaki Asahara, architetti di fama internazionale come Mies Van der Rohe, Oscar Niemeyer, Marcel Breuer, Aldo Rossi, Richard George Rogers. Tra le sue conoscenze vi sono anche Renzo Piano, Piero Dorazio, Arnaldo e Giò Pomodoro. Tutto questo lascia intendere quanto Nerone sia noto nell'ambito dell'architettura e della scultura, nonostante egli non creda che l'arte sia propaganda di sé, bensì che debba esistere come continua ricerca e sviluppo verso l'esterno. La sua fame d'innovazione si esprime anche nella sua vita privata: egli amava trascorrere le sue serate in compagnia, in luoghi frequentati da Dario Fo e sua moglie Franca Rame, Alberto Lionello, Luigi Carruccio, Romualdo Morandi, Ettore Fico.

## Critica
Il rifiuto verso il meccanismo delle gallerie d'arte, ha spesso determinato la mancanza di una critica più definita e, quindi, la possibilità di affermare aspetti che delineano la sua arte e creatività in un modo più omogeneo e coerente. Preme citare il commento del critico torinese Janus, in "Luogo geometrico e luogo logico", che, pur evidenziando di come le opere di Nerone non siano di facile lettura, afferma che esse sono la versione di un “moderno neocostruttivismo”, e che l'arte dello scultore si muove "verso molteplici direzioni aprendo nuove prospettive”, “pur nell'irruenza istintiva della sua scultura che è regolata dal gioco dei rapporti formali e dalla ricerca dell'equilibrio, in materiali diversi: dal legno, al ferro ad altri metalli che, fondendosi insieme, creano un'unità armoniosa e sembrano aver seguito una disciplina rigorosa.” Janus afferma ancora che la ricerca di Nerone vuole scoprire le assonanze e le dissonanze delle forme quasi musicali che le varie superfici geometriche possono suggerire. Le forme create sono diseguali nel taglio, nelle dimensioni, nelle superfici, ma ci danno un'immagine complessivamente armoniosa.

## Fonti
- "Nerone Giovanni Ceccarelli Scultore", a cura di Antonio Musiari, Scritturapura casa editrice soc. coop, Asti 2012;
- "La creatività dimenticata di Giovanni Ceccarelli (Nerone). Un percorso di riscoperta tra scultura, architettura e design." a cura di Elisa Teodoro; tutor del progetto Antonio Musiari.
- Giovanna Rotondi Terminiello, "Il patrimonio Artistico di Banca Carige", Silvana Edotoriale, Milano, 2009;
- a cura del prof. Domenico Pirondini, "Aperto anche il lunedì - Appunti per l'Arte Contemporanea Open Air a Modena e Provincia", Elis Colombini Editore, Carpi (Mo) 2010;
- a cura di Guido Laganà e Marcus Lontra, "NIEMEYER 100, Oscar Niemeyer 100 anni" Mondadori Electa SpA, Milano, 2008;
- Enzo Biffi Gentili, Francesca Comisso, Luisa Perlo, " ECCENTRICITY ARTI APPLICATE A TORINO 1945-1968" Edizioni Museo Internazionale di Arti Applicate Oggi, Fondazione per il Libro, la Musica e la Cultura Collana Album Arti Applicate 3, Torino 2003;
- A cura di Edigeo, "Enciclopedia Zanichelli", SD, SL; tavola CXX voce "teatro"
- Lucio Cabutti (testo critico) A.R.C.I. Associazione Ricreativa Culturale Italiana, Jorio, Nerone, Patuzzi. Volantino d'invito alla mostra presso salone dell'ARCI via Cernaia, 40. 21 marzo 1963-1964.
- Antonia Garavelli e Pietro Ninis, "Dentro l'immagine"; ed. Marietti, Milano, 1981 (citazione fotografica nel testo per le scuole elementari: foto scultura in rame che era situata a Porta Nuova, oggi smontata e messa a pezzi a Monte di Pietà - pannello).
- Nuzzi, progettazione e produzione d'interni, Milano, per Effesse; Collezione design d'autore. Nerone, Nuzzi. Dépliant trilingue: italiano, inglese, francese 1984-1985. Citazioni da Edizioni AR-1976 di Lucio Cabutti.
- Roberto Iovino, "Il Carlo Felice due volti di un teatro". Sagep Editrice, Genova, 1991.
- "Carlo Felice. Rinascita di un teatro." Testi della redazione GGallery, edizioni ggallery, Genova, 1991.
- Paolo Zerbini, "Genova e Liguria per Colombo. Verso le Celebrazioni Colombiane le opere, i programmi, gli uomini". pag. 82; Andrea Proto Editore, stampato a Villanova Monferrato (AL).
- Lea Carla Antonioletti, "Tesori del Piemonte. Saluzzo. Guida-ritratto della città". pag. 161; Editris s.n.c., Torino, 1998.
- Mariolina Manca, "Dalla lanterna…al Bigo. Viaggio nella storia di Genova attraverso le sue architetture", Deferrari & Devega S.r.l. Editoria & Comunicazione, Genova, 2004.
- Bruno Monticone, "Ariston Arte", Quaderno n. 8; Grafiche Amadeo, Chiusanico (IM) 2006.
- "Arnt Cobbers, Breuer", Edizioni Taschen, Köln (Germania), 2007.
- "Corriere della Sera", (presunto) Piemonte sera, 30-31 gennaio 1964, "Moderni arredatori con nuova ispirazione. Servono l'arte con la fiamma ossidrica".
- "Gazzetta del Popolo", 1967, foto di Nerone durante lavorazione del monumento al "Conquistador" spagnolo.
- Articolo di Riccardo Marcato, "Gazzetta del Popolo", 7 novembre 1967, "Scultura colossale per Portorico".
- "Stampa sera" 25-26 agosto 1967, "Arrivano fino al terzo piano le sculture per Portorico".
- Articolo giornale SN, SD, "Una singolare mostra d'arte in un cortile di Corso Francia".
- "Stampa sera", anno 99, n. 162; "Progettano opere d'arte per i moderni arredamenti".
- "Corriere della Sera", SN, SD, "Sta per lasciare Torino una gigantesca scultura".
- "Rivista Interiors", febbraio 1969; "El Conquistador conquers a mountainside".
- "Edilclub", dicembre 1969; "Un gruppo di artisti produce…elementi a rilievo in marmo scolpito."
- "Forme. Rassegna semestrale 1970"; "Il “Prestige du Monde” al gruppo NP2. (dell'utile vetro, legno, cuoio, argento, metalli e materie)".
- "Interni. La rivista dell'arredamento". Gennaio 1971; "Luce di Luna".
- "Bolaffi Arte", anno III, maggio 1972; "Incontro con Nerone e Patuzzi".
- Giornale SN, SD; "Un grande scultore può vendere la sua arte a metro quadro. Intervista all'astrattista maestro Nerone “Prestige du Monde” nel 1972".
- "Il Globo", 1976; "Nelle forme dello scultore le superfici dell'industria".
- "Corriere della Sera", SD, "Da Torino una scultura ordinata dallo scià".
- "Cinquemattoni", anno VII n. 65, ottobre 1976, "Forme e superfici".
- Giornale SN, 1978, "Native Art Work to be Preserved". (Articolo in inglese).
- "Modulo", novembre/dicembre 1979, "Fata European Group".
- "Stampasera", 13 dicembre 1989, "Reperti di civiltà industriale bruti frammenti di macchine sculture di Nerone all'”AR?”".
- A cura di Angelo Mistrangelo, "Stampasera", 18 aprile 1989; "Pippo Ciarlo e Nerone a New York".
- "Il Secolo XIX", 29 luglio 1989, "Quasi due miliardi per abbellire il teatro".
- "Famiglia Cristiana" n. 10/1990 p. 133 "Arte contemporanea all'Opera", Editore Società San Paolo Gruppo Periodici s.r.l., Alba (CN).
- Articolo di Roberto Iovino, "Il Corriere Mercantile", 27 agosto 1991; "Due artisti al lavoro nel Carlo Felice".
- Articolo di Erika Della Casa, "Il Secolo XIX", 12 ottobre 1991; "Carlo Felice, presentata la serata di gala…"
- Articolo di Erika Della Casa, "Il Secolo XIX", 12 ottobre 1991, "Carlo Felice, viaggio tra le sue meraviglie."
- Articolo di Alberto Cantù, "Il Giornale", 12 ottobre 1991; "Genova tutto pronto per il Carlo Felice risorto."
- Articolo di Germano Berlingheli, "Il Lavoro", 17 ottobre 1991; "Quelle opere brillano da sole".
- "Il Giornale", 18 ottobre 1991; "Una elegante pubblicazione per illustrare la rinascita del Teatro".
- "Il Secolo XIX", 23 ottobre 1991, "A Milano omaggio fotografico al Carlo Felice".
- "Stampasera", 15 novembre 1991; "Super sipario di Nerone".
- Giornale SN, SD, "Il nuovo Carlo Felice per tornare a sognare. Il sipario tagliafuoco tra presente e passato". (intervista a Nerone riguardo al teatro).
- Articolo di Maria Grazia Gibelli, "Famiglia Cristiana" n. 42/1991 p. 84, "Genova torna a cantare", Editore Società San Paolo Gruppo Periodici s.r.l., Alba (CN).
- Articolo di Mario Paternostro, "Class, il mensile della classe dirigente" n. 11/1991 p. 103 "Mettersi in piazza", Class Editori S.p.A., Milano.
- Articolo di Dada Rosso, "La Stampa – Torino Sette", 19 giugno 1992, "Vicini e lontani. Nerone."
- "La Stampa", 19 giugno 1992, "L'estroso Nerone e le sue sculture. Opere nel palazzo Scaglia di Verrua."
- "Tecnhotel, tecnologie per l'ospitalità"; l 19-23/11/1992, pag. 14, Genova.
- "Hotel", anno XXI n. 6 agosto-settembre Milano 1994, pag. 42-49.
- "Focus", n.27 gennaio 1995, Press-Di Distribuzione Stampa e Multimedia srl, Milano.
- "Il Secolo XIX", 9 novembre 1996; "È morto Nerone lo scultore".
- "La stampa", 9 novembre 1996; "È scomparso lo scultore “Nerone”".
- "La Repubblica", 9 novembre 1996; "Arte in lutto. È morto a Parigi lo scultore “Nerone”".
- Articolo di Roberto Iovino, "La stampa", 11 marzo 1997, "Al Carlo Felice l'ultimo capolavoro di “Nerone”".
- "La Stampa", 24 marzo 1999; "Mostre. Sculture." (Mostra “Frammenti archeologici” con sculture e disegni di Nerone dal settanta al novanta presso Associazione Evaluna via Stampatori, 4).
- "La Repubblica", 25 marzo 1999, "Vivere Torino. Il corno di Mayes". (concerto in occasione della mostra “Frammenti archeologici” con sculture e disegni di Nerone dal settanta al novanta presso Associazione Evaluna via Stampatori, 4).
- Articolo di Angelo Mistrangelo, "La Stampa", 3 aprile 1999; Sculture e disegni firmati da Nerone.
- Articolo di Germano Berlingheli, "Il Secolo XIX", 30 marzo 2004; "Omaggio a “Nerone” autore del sipario del Carlo Felice."
- "La Nuova Periferia", 31 marzo 2004, Chivasso; (con racconto di Paola Ceccarelli) "Giornata di studi per ricordare Nerone".
- "La Stampa", 2 aprile 2004, "Omaggio a Nerone".
- "La Stampa – Torino Sette", SD, Agenda arte, "Omaggio a Nerone".
- "Unitre informa", n. 3, maggio/giugno 2004, Anno XXII; "Arte. Cinque comuni per dodici artisti".